# Conjetura de Legendre
La conjetura de Legendre, enunciada por Adrien-Marie Legendre, afirma que siempre existe un número primo entre {\displaystyle n^{2}} y {\displaystyle (n+1)^{2}}. Esta conjetura forma parte de los problemas de Landau.
Chen Jingrun demostró en 1965 que siempre existe un número comprendido entre {\displaystyle n^{2}} y {\displaystyle (n+1)^{2}} que sea primo o semiprimo, es decir, el producto de dos primos. Además, Iwaniec y Pintz probaron en 1984 que siempre existe un número primo entre {\displaystyle n-n^{\theta }} y {\displaystyle n}, siendo {\displaystyle \theta =23/42=0,547...}
La sucesión de los menores números primos mayores que {\displaystyle n^{2}} (comenzando desde 1) es 2, 5, 11, 17, 29, 37, 53, 67, 83, 101, 127, 149, 173, 197, 227, 257, 293, 331, 367, 401.
El número de números primos comprendidos entre {\displaystyle n^{2}} y {\displaystyle (n+1)^{2}} es 2, 2, 2, 3, 2, 4, 3, 4, 3, 5, 4, 5, 5, 4, 6, 7, 5, 6, 6, 7, 7, 7, 6, 9.